# Чума зомби
«Чума зомби» (англ. The Plague of the Zombies) — британский фильм ужасов 1966 года. Эта лента оказала сильное влияние на более поздние картины в жанре «фильмы о зомби».

## Сюжет
Август 1860 года, деревня в Корнуолле. Местные жители начинают погибать один за одним от странной чумы. Местный доктор Питер Томпсон не в силах остановить эпидемию и найти её причины. Отчаявшись, он отправляет письмо с просьбой о помощи своему старому другу сэру Джеймсу Форбсу, который прибывает в деревню вместе с дочерью Сильвией. Желая разобраться в происходящем, Томпсон и Форбс пытаются эксгумировать несколько недавно захороненных тел, но обнаруживают лишь пустые гробы. Продолжая расследование, друзья встречаются с зомби, бродящими около заброшенной оловянной шахты, расположенной во владениях эсквайра Клайва Хэмилтона. Выясняется, что он несколько лет жил на Гаити, где изучал вуду, и вообще занимается чёрной магией.
Тем же вечером Хэмилтон наносит визит Сильвии. Он нарочно разбивает стеклянный бокал, чтобы она порезала себе палец об осколок, который эсквайр тайком уносит с собой. Используя кровь девушки и ритуал вуду, Хэмилтон заставляет Сильвию прийти к заброшенной шахте в сопровождении зомби, где должен состояться ритуал по превращению девушки в ещё одного зомби.
Доктор Томпсон следует за Сильвией и зомби, а тем временем Форбс обыскивает дом Хэмилтона, где обнаруживает гробы с куклами вуду. После этого отец Сильвии, устроив пожар в доме, отправляется к шахтам, чтобы присоединиться к Томпсону. Куклы в доме эсквайра загораются и их двойники-зомби также загораются и начинается переполох, пользуясь которым друзья спасают Сильвию. Зомби и Хэмилтон сгорают, эпидемия чумы окончена.

## В ролях
- Андре Морелл — сэр Джеймс Форбс
- Дайан Клэр[англ.] — Сильвия Форбс, его дочь
- Брук Уильямс[англ.] — доктор Питер Томпсон
- Жаклин Пирс[англ.] — Элис Мэри Томпсон
- Джон Карсон[англ.] — Клайв Хэмилтон, эсквайр
- Александр Дэвион — Денвер
- Майкл Риппер[англ.] — сержант Джек Свифт
- Маркус Хэммонд — Том Мартинус
- Деннис Чиннери[англ.] — Кристиан, констебль
- Луис Мэхони[англ.] — слуга-негр
- Рой Ройстон[англ.] — викарий[2]
- Бен Арис[англ.] — Джон Мартинус

В титрах не указаны
- Питер Даймонд[англ.] — зомби
- Джерри Верно[англ.] — лендлорд
- Фред Вуд — одинокий селянин

## Производство
Съёмки фильма начались 28 июля 1965 года на киностудии Bray Studios. «Чума зомби» снималась одновременно с лентой «Рептилия», и в обеих картинах использовались одни и те же декорации, созданные дизайнером Бернардом Робинсоном. У обеих фильмов был один и тот же режиссёр, продюсер, оператор и многие актёры. В итоге премьера «Чумы зомби» состоялась 9 января 1966 года, а «Рептилии» — 6 марта того же года. «Чума зомби» вышла в прокат в один день с более успешным, как показало время, фильмом ужасов «Дракула: Князь Тьмы». Оба этих фильма были также произведены одной студией, имели одного и того же продюсера и одинаковый бюджет.
В 1967 году фильм был новеллизирован писателем Джоном Бёрком: он стал частью его книги The Second Hammer Horror Film Omnibus.
В октябре 1977 года фильм был адаптирован в 13-страничный комикс в журнале House of Hammer (vol 1, # 13). Художниками выступили Тревор Горинг и Брайан Болланд, обложку, изображающую знаменитую сцену из ленты, нарисовал Брайан Льюис, сценарий написал Стив Мур.

## Критика
Фильм был принят критиками позитивно.
- Каветт Бинион, AllMovie. «Жуткий, атмосферный опус ужасов, одна из лучших лент Hammer Films».
- Time Out. «Возможно, немного скучный в наши дни по сравнению с современным гор-шоком[англ.], но сильно атмосферный фильм»[5].
- Variety. «Хорошо сделанный фильм ужасов с шаблонными сценариями»[6].
- Маркус Хёрн, Алан Бэрнс, The Hammer Story: The Authorised History of Hammer Films. «„Чума зомби“ оказала сильное влияние на жанровую достопримечательность „Ночь живых мертвецов“, сделанную в 1968 году. Уникальный и шокирующий эксперимент в области продвижения параметров ужасов Hammer, „Чума зомби“ заслужила большое признание в своём собственном праве».
- Питер Дендл. The Zombie Movie Encyclopedia. «Фильм с хорошей игрой актёров и умело сделанный фильм, который повлиял на изображение зомби во многих других фильмах».

Рейтинг фильма в кино-базах:
- AllMovie
- AlloCiné
- FilmAffinity[исп.]
- IMDb
- Rotten Tomatoes